# 张掖站
38°58′27″N 100°31′11″E / 38.974274°N 100.519774°E
张掖站，位于中华人民共和国甘肃省张掖市甘州区，是兰新铁路上的火车站，建于1955年，由兰州铁路局管辖。

## 車站周邊
- 中国农业银行张掖火车站支行
- 张掖市人民医院火车站分院
- 237省道途径
- 313省道起点

## 歷史
- 建于1955年。

## 外部連結
- 中国铁路客户服务中心 （页面存档备份，存于）